# ゲンスラー

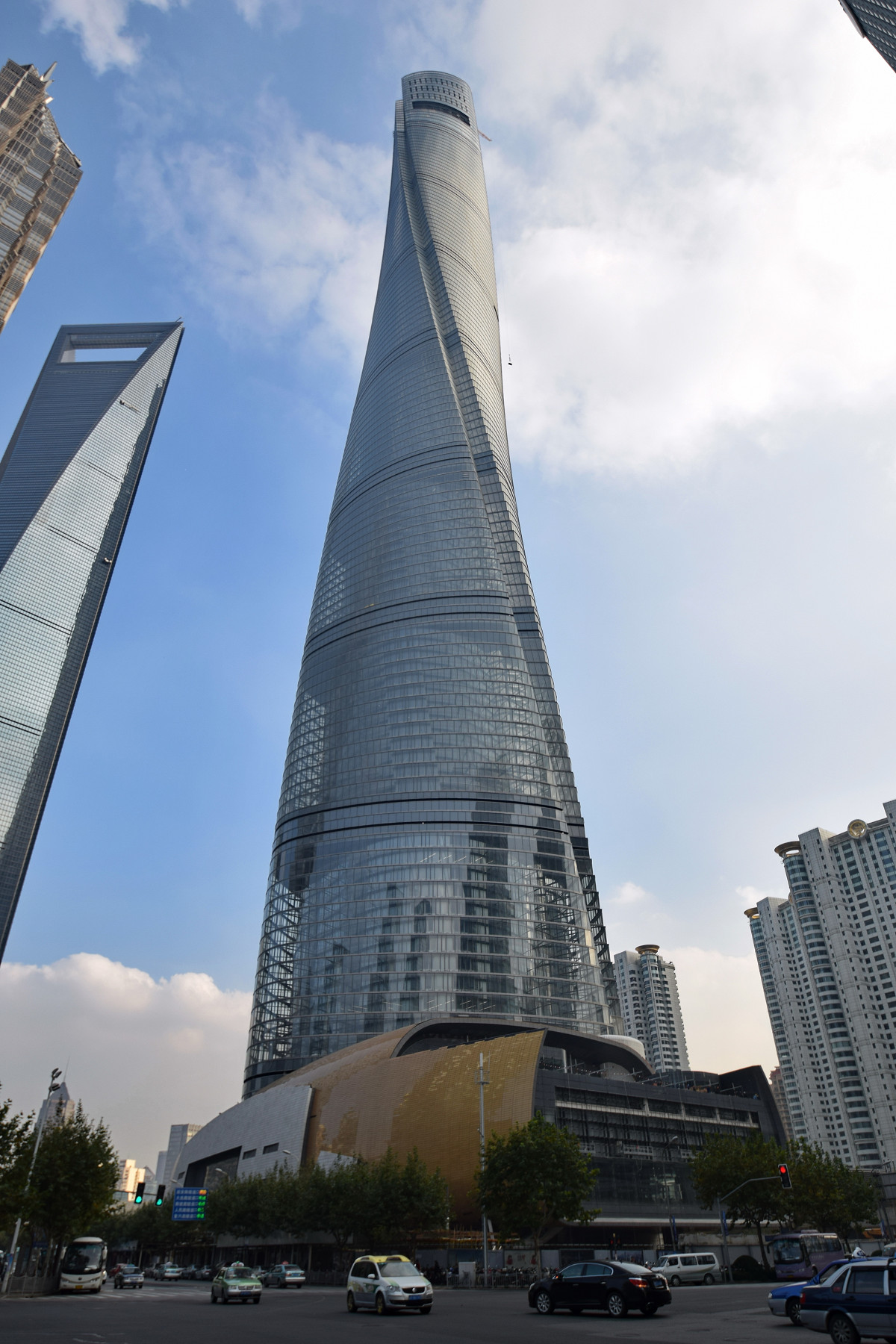
ゲンスラーが設計した上海中心

ゲンスラー、正式名称「M・アーサー・ゲンスラー・ジュニア・アンド・アソシエイツ」（M. Arthur Gensler Jr. & Associates, Inc.）は、サンフランシスコに本社を置く、アメリカ合衆国最大の建築設計事務所。2015年のゲンスラーの収益は11.8億ドルに達し、アメリカの建築設計会社でトップとなった。2015年現在で、ゲンスラーは16か国の46都市に事務所を開設しており、2018年現在で従業員は5,500人に達する。

## 沿革
ゲンスラーを創業したのは、建築家アーサー・ゲンスラー（アート・ゲンスラー、M. Arthur Gensler Jr.）である。ニューヨーク市に生まれコーネル大学で建築を学んだゲンスラーは、ドリュー・ゲンスラー（Drue Gensler）、アソシエイトのジェームズ・フォレット（James Follett）とともに、1965年に事務所を開設した。当初は企業の内装などを手掛けていたが、オフィスビル、商業ビル、空港ターミナルビル、教育施設、娯楽施設などの大型プロジェクトにも進出した。さらに、都市計画、ブランド戦略、環境グラフィックデザイン、ミッションクリティカル施設設計、サステイナブル・デザインについてのコンサルティングなど、建築周辺の様々な分野も手掛けている。
2000年にはアメリカ建築家協会（American Institute of Architects）より、建築設計事務所賞（Architecture Firm Award）を受賞している。また創業者アート・ゲンスラーは、デザイン・フューチャーズ・カウンシル（Design Futures Council）から2016年に生涯功労賞を受賞している。

## 主要作品
- ジョン・F・ケネディ国際空港のジェットブルー・ターミナル5増築[9]
- ドバイ・インターナショナル・ファイナンシャル・センターのリッツカールトンホテル[10]（2004年）
- ヒューストン・バレエ・ダンスセンター[11]（2011年）
- サンフランシスコ国際空港ターミナル2[12]（2011年）
- ジ・アヴェニューズ（クウェートの巨大ショッピングモール）第3期[13]（2012年）
- Facebookロンドン支社[14]（2012年）
- デューク崑山大学[15]（2013年）
- 上海中心[16]（2014年）
- バンク・オブ・カリフォルニア・スタジアム（2018年）

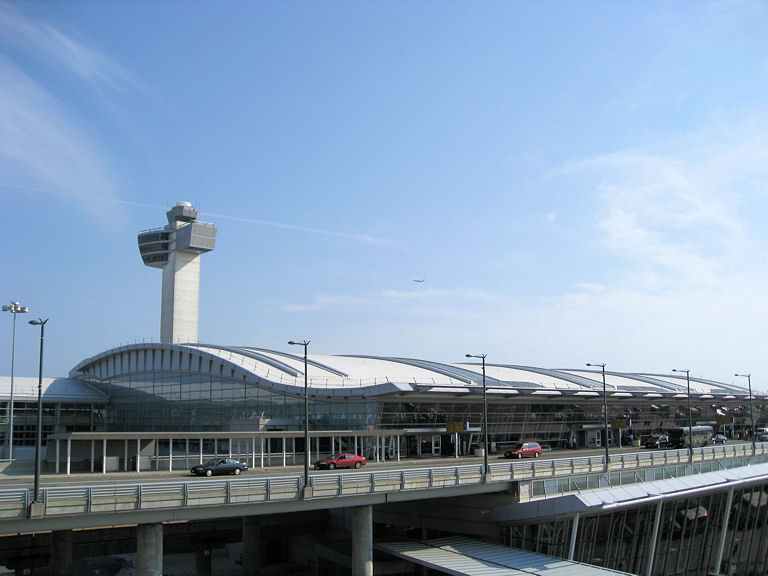
ジョン・F・ケネディ国際空港ターミナル4
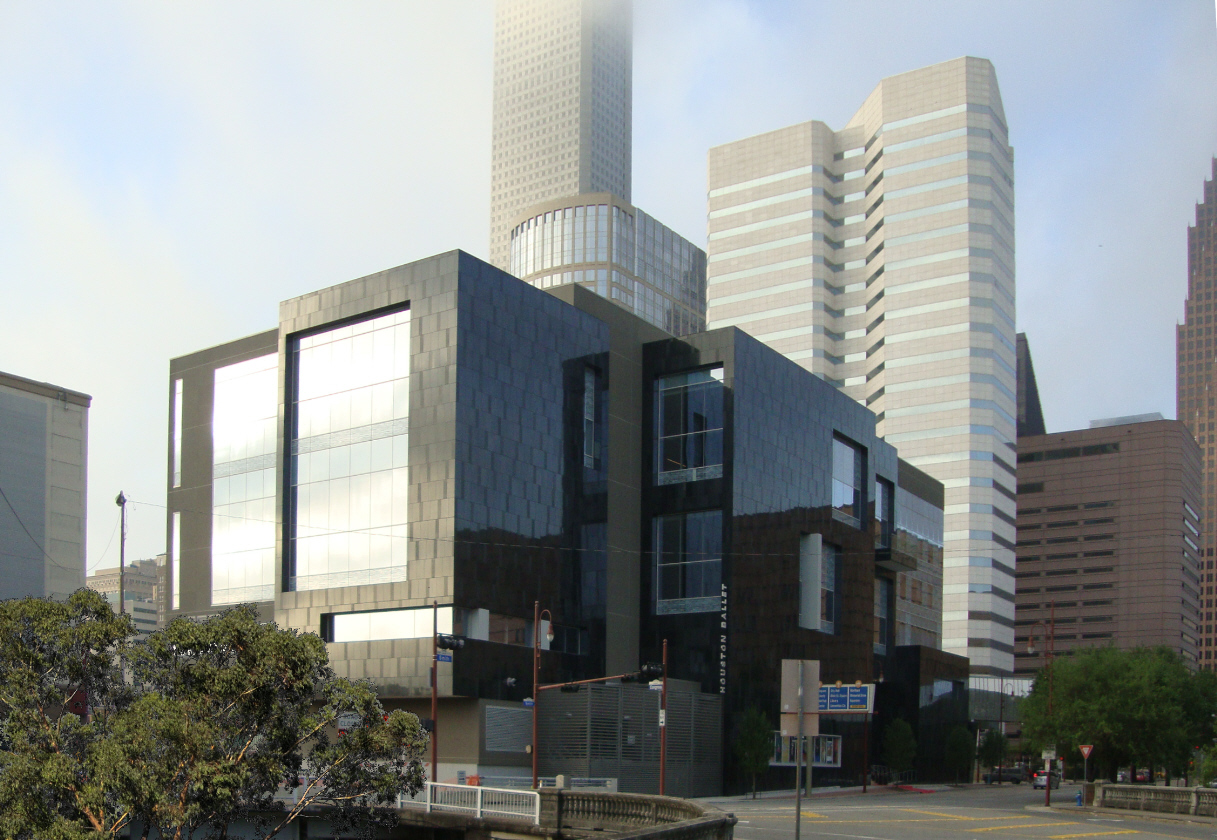
ヒューストン・バレエ・ダンスセンター（Houston Ballet Centre for Dance, Houston）
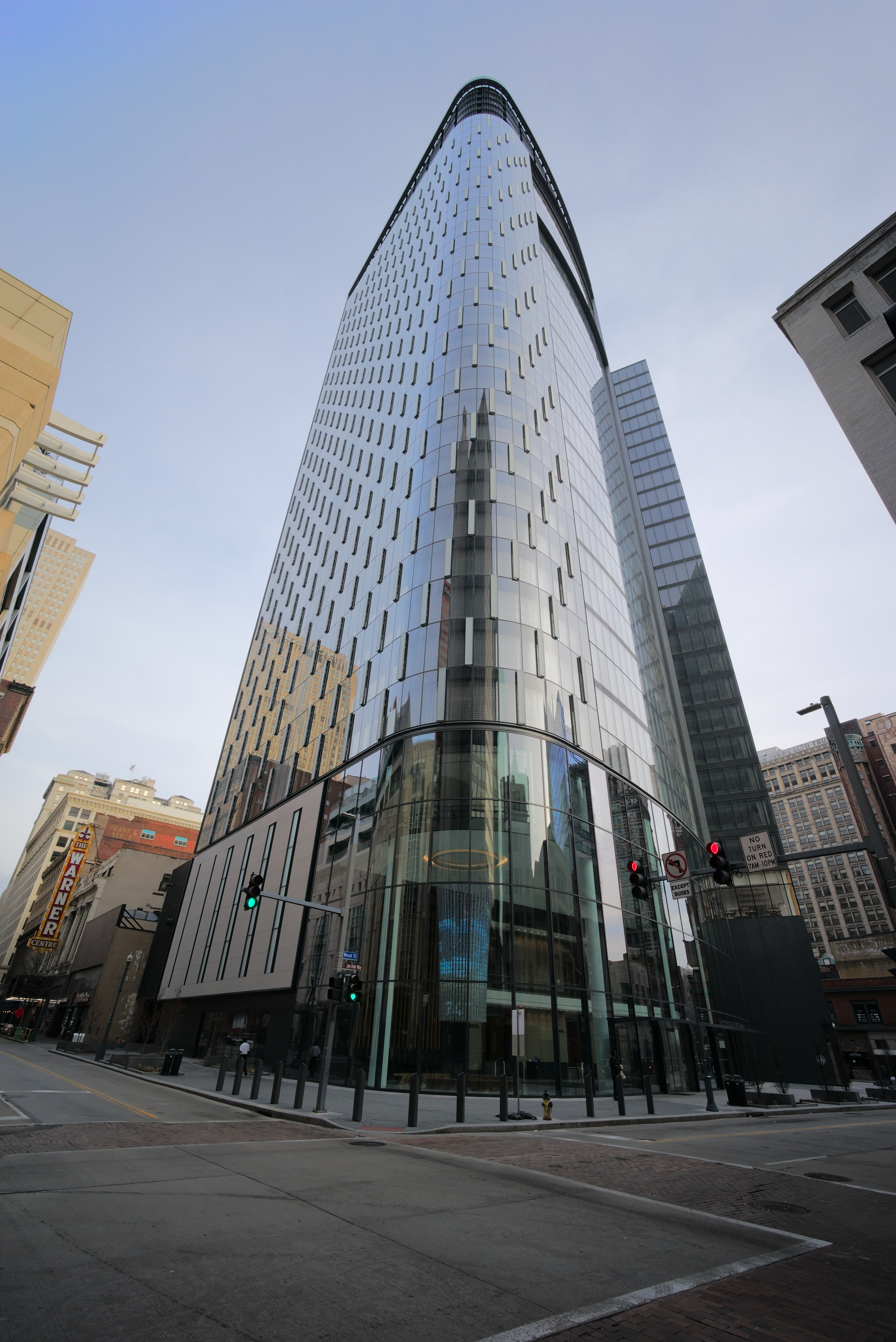
PNCプラザタワー（ピッツバーグ）
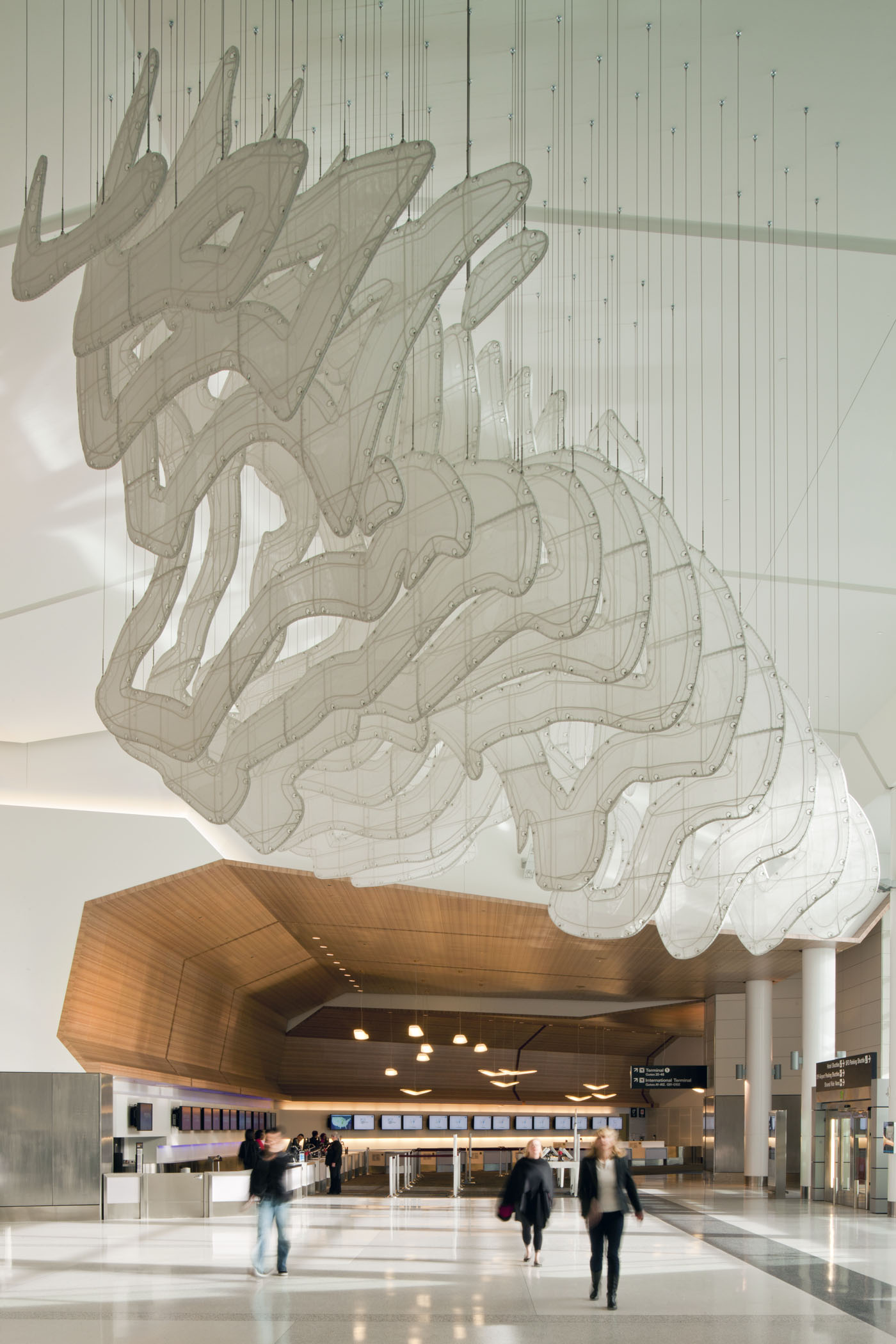
サンフランシスコ国際空港ターミナル2